# 1622 en science
| Années de la science : 1619 - 1620 - 1621 - 1622 - 1623 - 1624 - 1625    |
| Décennies de la science : 1590 - 1600 - 1610 - 1620 - 1630 - 1640 - 1650 |

Cet article présente les faits marquants de l'année 1622 en science.

## Événements
- 22 février : Dudd Dudley dépose un brevet relatif à son procédé de réduction des minerais de fer par l'emploi du coke[1].
- 23 juillet : en pratiquant des vivisections sur des chiens, Gaspare Aselli découvre à Pavie les vaisseaux lymphatiques, encore appelés « vaisseaux de lait », du système lymphatique de l'intestin[2].
- 31 août-20 octobre : le jardin botanique de Montpellier est ravagé lors du siège de la ville[3].

- La règle à calcul est inventée par William Oughtred (1574-1660), un mathématicien anglais, et devient plus tard l'outil de calcul usuel jusqu'à l'apparition des calculatrices électroniques à la fin des années 1970[4].

## Publications
- Gaspard Bauhin : Catalogue plantarum circa Basileum nascentium…, 1622 ;
- Henry Briggs : A Treatise on the North-West Passage to the South Sea, Londres, 1622 ;
- Paul Guldin :
  - Problema arithmeticum de rerum combinationibus, quo numerus dictionum seu conjunctionum diversarum quæ ex XXII alphabeti litteris fieri passant indagatur, Vienne, 1622,
  - Problema geographicum de motu terræ ex mutatione centri gravitatis ipsius provenienti, Vienne, 1622,
- Christian Sørensen Longomontanus : Astronomia danica, Amsterdam, 1622 ;
- Angelo Sala : Chrysologia, Hambourg, 1622.
- Giulio Cesare Casseri : Nova Anatomia, Francfort, 1622.
- Duarte Gomes Solis (pt), économiste portugais : Discursos sobre los Comercios de las Indias (Discours sur le commerce des deux Indes), Madrid, 1622.

## Naissances

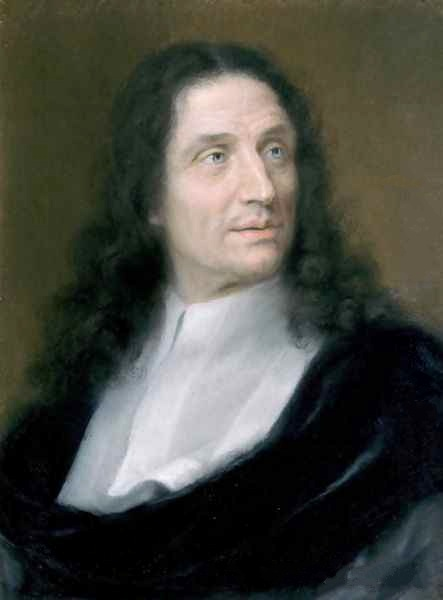
Vincenzo Viviani

- 28 janvier : Adrien Auzout (mort en 1691), astronome français.
- 10 mars : Johann Heinrich Rahn (mort en 1676), mathématicien suisse.
- 5 avril : Vincenzo Viviani (mort en 1703), mathématicien et scientifique italien.
- 9 mai : Jean Pecquet (mort en 1674), anatomiste français qui a découvert le canal thoracique.
- 2 juillet : René François Walter de Sluse (mort en 1685), mathématicien liégeois.
- 21 septembre : Stanislas Solski (mort en 1701), mathématicien, prêtre jésuite, architecte et écrivain polonais.

- John Newton (mort en 1678), mathématicien et astronome anglais.

## Décès
- 23 janvier : William Baffin (né en 1584), explorateur et navigateur anglais.
- 15 mai : Petrus Plancius (né en 1552), commerçant néerlandais qui s'illustra en théologie, géographie et astronomie.

- Michael Maier (né en 1568), médecin et alchimiste allemand.
- Gonzalo García de Nodal (né en 1569), navigateur espagnol.